# Klaus Renft

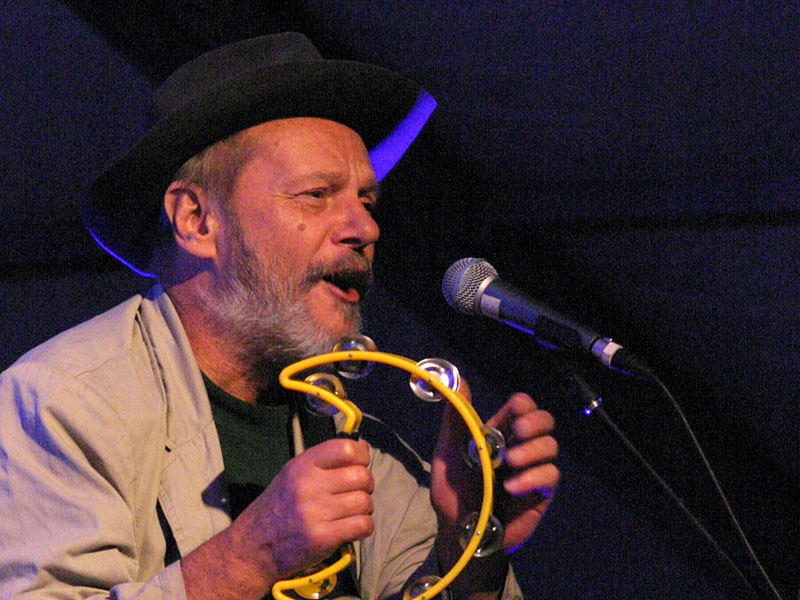
Klaus Renft bei einem Auftritt der Klaus Renft Combo 2003

Klaus Renft (* 30. Juni 1942 in Jena; † 9. Oktober 2006 in Löhma; bürgerlich Klaus Jentzsch) war ein deutscher Musiker. Er wurde in der DDR vor allem durch seine Bands Butlers und Klaus Renft Combo bekannt. Sein Künstlername Renft war der Geburtsname seiner Mutter Charlotte.

## Biografie
Seine Kindheit erlebte Renft in Gernewitz, gelegen zwischen Jena und Stadtroda, wo er in der Molkerei wohnte. Sein leiblicher Vater war nicht, wie er später erfuhr, der Ehemann der Mutter, sondern ein Arzt aus Stadtroda. Im April 1952 zog er mit seiner Mutter nach Leipzig um und besuchte hier die Petrischule. 1957 hatte er erste Auftritte mit der Schülerband „Kolibri“.
Im Jahre 1958 gründete Renft mit einigen Freunden in Leipzig die Klaus-Renft-Combo. Sie bestand bis zum Auftrittsverbot 1962 und wurde 1964 in die neue Beat-Formation Butlers umgeformt. Im Jahr 1963 legte Renft die Facharbeiterprüfung als Möbeltischler ab. Am 1. März 1964 gab es den ersten offiziell erwähnten Auftritt der „Butlers“. Im gleichen Jahr erhielt die Band beim Deutschlandtreffen der Jugend eine Auszeichnung. Bereits 1965 wurde den populären „Butlers“ jedoch aufgrund ihres westlichen Stils diesmal ein „unbefristetes Spielverbot“ ausgesprochen. Das geschah zeitgleich zum Verbot vieler anderer Bands in Leipzig, was die in dieser Form einmalige Leipziger Beatdemonstration auslöste. Ab 1967 durfte die „Klaus Renft Combo“ wieder öffentlich auftreten, ab 1971 waren auch Rundfunkaufnahmen möglich.
Ihre Songs, deren Themen häufig von staatlicher Repression (Ketten werden knapper) handelten oder vielschichtig/zweideutig waren wie (Zwischen Liebe und Zorn, Ermutigung, Nach der Schlacht), hinterfragten das durch die Staatsmacht vorgegebene Bild. Daher geriet die bereits 1964 unter dem Decknamen „Wanderer“ geführte Band verschärft ins Visier der Staatssicherheit. Neue Musikaufnahmen wurden nach dem 1974 veröffentlichten Titel Aber ich kanns nicht verstehen (Platz 2 bei der NBI-Beatparade) nicht mehr zugelassen, die „Klaus Renft Combo“ im September 1975 erneut verboten. Die Musiker beschwerten sich beim damaligen Kulturminister der DDR Hans-Joachim Hoffmann. In der Folgezeit entstanden heimliche Aufnahmen wie die Rockballade vom kleinen Otto, die eine mögliche Flucht aus der DDR zum Inhalt hatte, oder das Lied Glaubensfragen, das mit dem Thema Bausoldat ein staatliches Tabu ansprach. Ende Oktober 1975 verlor Renft seine Zulassung durch das Kulturministerium. Er besuchte darauf den Regimekritiker Robert Havemann und gab persönlich am 8. Dezember 1975 einen Brief an Erich Honecker ab. Zeitgleich erschien im Spiegel ein Artikel zur Band und ihrer Situation.

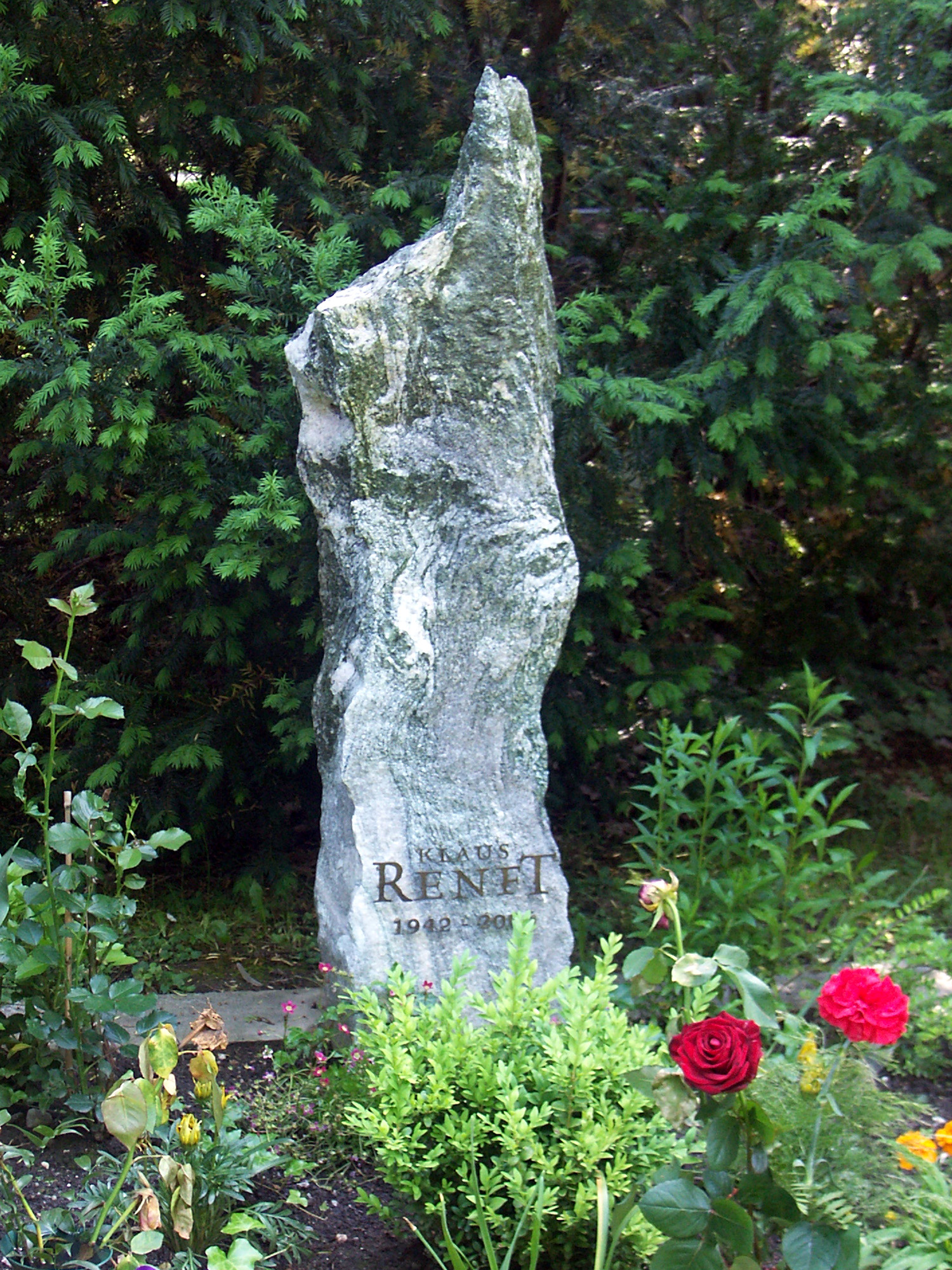
Klaus Renfts Grab auf dem Leipziger Südfriedhof

Am 15. Januar kam es zu einer Vorladung durch den Rat des Bezirkes Leipzig und Renft stellte im April 1976 einen Ausreiseantrag. Im Mai konnte er wegen der Eheschließung mit seiner griechischen Freundin nach West-Berlin ausreisen. Mehrere Versuche, musikalisch wieder Fuß zu fassen, unter anderem mit der Gruppe Windminister, misslangen. Olaf Leitner, Rundfunkmoderator beim RIAS, gab Renft nicht nur ein erstes wohnliches Unterkommen in West-Berlin, sondern verschaffte ihm auch einen Job als Musikredakteur beim Sender. 1981 wechselte er an das Renaissance-Theater, wo er bis 1990 als Inspizient und Tonmeister tätig war. Am 20. Juli 1981 wurde Renft die DDR-Staatsbürgerschaft aberkannt.
Nach der friedlichen Revolution in der DDR kehrte Renft zurück und trat ab 1990 wieder gemeinsam mit der „Klaus Renft Combo“ auf. 1996 musste er die Band wegen interner Differenzen vorübergehend verlassen. Ab März 1998, zu den Jubiläumskonzerten „40 Jahre Klaus Renft Combo“, trat er wieder gemeinsam mit seinen Weggefährten aus den 1970er Jahren auf.
Im Oktober 2000 musste sich Renft einer Chemotherapie wegen einer Darmkrebserkrankung unterziehen, die kurz zuvor diagnostiziert worden war. Er erholte sich zunächst und arbeitete wieder intensiv als Musiker. Im Sommer 2005 stellten die Ärzte bei ihm einen weiteren Tumor fest, an dessen Folgen er in der Nacht zum 9. Oktober 2006 auf dem Weg in die Klinik verstarb. Seine Urne wurde am 21. November 2006 auf dem Leipziger Südfriedhof (Grab 319/324) beigesetzt.

## Privates
- 1965: Hochzeit, erster Sohn geboren – parallel zum unbefristeten Spielverbot für die „Butlers“
- 1967: Geburt einer Tochter
- 1976: Zweite Ehe (bis 1988), 1982 wurde ein Sohn geboren
- 1994: Geburt einer Tochter

## Ehrungen
- Seit 1994 befindet sich eine Bassgitarre von Renft im Haus der Geschichte in Bonn.
- Am 9. Oktober 2007, Renfts erstem Todestag, wurde ein Teil der Leipziger Knopstraße in Renftstraße umbenannt. Die Straße beginnt an einer der ehemaligen Spielstätten der Klaus-Renft-Combo, dem Klubhaus „Anker“.

## Hörbücher
- Klaus Renft: Ein Leben mit dem Rock’n’Roll. Marktkram (BuschFunk), Berlin 2005, ISBN 978-3-931925-71-0.
- Die Bewaffnung der Nachtigall – Tagebücher 1968–1997 Lesung mit Thomas Thieme, Regie: Matthias Thalheim, 132 min., MDR KULTUR / BuschFunk 2016, ISBN 978-3-944058-70-2.

## Filme
- 1977: Saitenwechsel, 85 Min, Regie/Drehbuch Olaf Leitner, mit Klaus Renft[3]